# Danielly Kaufmann
Danielly Kaufmann, anteriormente creditada como Danielly O. M. M. é uma artista visual e cineasta luxemburguesa-brasileira.
Após a conclusão do curso de Arquitetura e Urbanismo da Universidade de São Paulo, sua produção visual passou a valorizar o trabalho com resíduos..
Co-dirigiu, com Gregorio Gananian, o filme Inaudito, uma biografia de Lanny Gordin.
Teve participação como atriz e no departamento de direção de arte no filme A Alegria é a Prova dos Nove, de Helena Ignez.
Realizou as filmagens e coordenação de pré-produção de um documentário para o Sensibilité Politique Piraten, seu último projeto como cineasta. O documentário não foi lançado.

## Filmografia

### Cinema
| Ano  | Filme                          | Papel    | Papel            | Papel | Papel     |                                    |
| Ano  | Filme                          | Diretora | Diretora de arte | Atriz | Produtora | Notas                              |
| ---- | ------------------------------ | -------- | ---------------- | ----- | --------- | ---------------------------------- |
| 2009 | Fala Boca! Saudades do Triunfo | Sim      | Sim              |       | Sim       |                                    |
| 2011 | Vias Veias                     | Sim      | Sim              |       | Sim       | Co-dirigido por Gregorio Gananian. |
| 2017 | Inaudito                       | Sim      | Sim              |       | Sim       | Co-dirigido por Gregorio Gananian. |
| 2018 | Tea for Two                    |          | Sim              |       |           | Curta-metragem.                    |
| 2023 | A alegria é a prova dos nove   |          | Sim              | Sim   |           |                                    |
| 2023 | Aquele que viu o abismo        |          |                  | Sim   |           |                                    |